# Petrades
Petrades (griechisch Πετράδες [pɛˈtraðɛs] (m. pl.)) ist ein Dorf mit 184 Einwohnern (2011) in der Gemeinde Didymoticho, Region Ostmakedonien und Thrakien, im Nordosten Griechenlands.

## Lage
Die Ortsgemeinschaft Petrades (Τοπική Κοινότητα Πετράδων Topikí Kinótita Petrádon) wird im Osten und Südosten vom griechisch-türkischen Grenzfluss Evros begrenzt. Im Norden grenzen Pythio und im Westen Prangi an.

## Geschichte
Gegründet wurde das Dorf zu Beginn des 19. Jahrhunderts von Steinmetzen, die sich wegen des in der Umgebung anzufindenden Steins dort niederließen (griechisch: πέτρα = Stein). Die hier hergestellten Steine wurden bis in die 1940er Jahre als Baustein verwendet. Durch die Herstellung und den Vertrieb der Steine erlangte die Ortschaft einen gewissen Wohlstand. In der Folge der Verheerungen des Zweiten Weltkrieges und des Griechischen Bürgerkrieges sowie dem Rückgang der Nachfrage nach Steinen aus Petrades kam es zu einer starken Auswanderung – zunächst nach Belgien und später als Gastarbeiter in die Bundesrepublik Deutschland. Der größte Teil der ehemaligen Einwohner des Ortes und ihrer Nachkommen lebt heute in Deutschland, vor allem im Großraum Stuttgart.

## Kultur
Am 15. und 16. August findet jährlich ein Dorffest statt.